# Brigitte Mohnhaupt
Brigitte Margret Ida Mohnhaupt (née le 24 juin 1949 à Rheinberg, Rhénanie-du-Nord-Westphalie) est une militante allemande d'extrême-gauche, ancienne terroriste membre de la Fraction armée rouge (RAF) de 1970 à 1982. 

## Biographie
Avec Christian Klar, sorti de prison fin 2008, celle que la presse allemande a appelé la « femme la plus dangereuse d'Allemagne », est considérée comme la principale organisatrice de plusieurs actions sanglantes qui avaient semé la terreur en Allemagne à la fin des années 1970. L'organisation s'était dissoute en 1998.
En 1977 dans le cadre des attentats de la RAF en Allemagne, elle est impliquée dans plusieurs assassinats dont ceux de Hanns Martin Schleyer, du procureur général fédéral Siegfried Buback et du banquier Jürgen Ponto, et dans plusieurs autres tentatives d'assassinats.
Arrêtée le 11 novembre 1982, elle est condamnée en 1985 à Stuttgart à la réclusion criminelle à perpétuité assortie d'une période de sûreté de vingt-quatre ans eu égard à la « particulière gravité des faits ».
Le 12 février 2007, le tribunal de grande instance de Stuttgart considère qu'elle ne présente plus de danger, et accepte sa mise en liberté à l'issue de sa période de sûreté, qui aurait dû avoir lieu le 27 mars 2007.
Elle est libérée le 25 mars 2007 de la prison d'Aichach, deux jours avant la date prévue.

### Les années 1971-1976
Brigitte Mohnhaupt, après un passage dans les rangs du « Collectif socialiste des patients » (SPK, Sozialistisches Patientenkollektiv), intègre, après la dissolution du SPK, en 1971, la Fraction armée rouge, et prend rapidement  en charge l'organisation, la logistique et l'approvisionnement en armes du groupe.
Le 9 juin 1972, Brigitte Mohnhaupt est arrêtée à Berlin et condamnée à une peine de quatre ans et huit mois de prison, pour participation à une organisation criminelle, falsification de pièces d'identité et détention illégale d'armes. 
En 1976, peu après le suicide d'Ulrike Meinhof dans sa cellule, Brigitte Mohnhaupt demande son transfert à la prison de Stammheim, à Stuttgart, où étaient détenus plusieurs autres membres de la RAF, tels qu'Andreas Baader, Gudrun Ensslin et Jan-Carl Raspe, qui l'auraient convaincue de prendre la tête, dès sa libération, de ce que l'on appellerait la « seconde génération » de la Fraction armée rouge.

### L'année 1977
De fait, dès sa libération, intervenue le 8 février 1977, Brigitte Mohnhaupt plonge immédiatement en clandestinité et réorganise rapidement un nouveau réseau comprenant notamment Christian Klar et Adelheid Schulz.
Le 7 avril 1977, un commando à motocyclette, comprenant Brigitte Mohnhaupt, Christian Klar, Knut Folkerts et Günter Sonnenberg, ouvre le feu sur la voiture de fonction de Siegfried Buback, avocat général à la Cour fédérale de justice de Karlsruhe et adversaire résolu de la Fraction armée rouge, tuant les trois occupants du véhicule, soit M. Buback, son chauffeur et un de ses collaborateurs.
Le 30 juillet 1977, Brigitte Mohnhaupt, Christian Klar et Susanne Albrecht tentent d'enlever à son domicile d'Oberursel, près de Francfort, le banquier Jürgen Ponto, président du directoire de la Dresdner Bank. Devant la résistance du banquier, celui-ci est tué à bout portant de cinq coups de feu. Il semble établi que le choix des terroristes s'est porté sur M. Ponto en raison des liens qui l'unissaient à Susanne Albrecht, qui était sa filleule.
Le 5 septembre 1977, un commando de la RAF, comprenant notamment Christian Klar et Brigitte Mohnhaupt, enlève à Cologne Hanns-Martin Schleyer, président de la Confédération des associations patronales allemandes (Bundesvereinigung der Deutschen Arbeitgeberverbände), tuant au passage son chauffeur et ses trois gardes du corps. L'attentat est rapidement suivi d'une revendication qui exige la libération d'Andreas Baader, Gudrun Ensslin et Jan-Carl Raspe, condamnés en avril à la réclusion criminelle à perpétuité.
Le 13 octobre, un commando palestinien s'empare d'un avion de la Lufthansa, avec 91 passagers à son bord, et exige à son tour la libération des prisonniers de Stammheim. Après un périple ayant successivement conduit l'appareil en Italie, à Chypre, au Bahreïn et à Dubaï, l'avion fait escale à Aden le 16 octobre, et les preneurs d'otage assassinent alors le commandant de bord de l'avion, avant que celui-ci ne reparte pour Mogadiscio, en Somalie. Le 18 octobre, un commando d'élite allemand prend d'assaut l'avion immobilisé sur l'aéroport de Mogadiscio, et parvient à libérer tous les otages, après avoir tué trois des quatre terroristes. Le même jour, les trois prisonniers sont retrouvés morts dans leurs cellules de la prison de Stammheim, Andreas Baader et Jan-Carl Raspe étant semble-t-il décédés de blessures par balles, tandis que Gudrun Ensslin est retrouvée pendue, et qu'une quatrième prisonnière, Irmgard Möller, est elle aussi retrouvée atteinte de plusieurs lacérations à la poitrine, mais survit à ses blessures. L'enquête n'a jamais pu déterminer comment les prisonniers auraient pu se procurer les armes à feu leur ayant servi pour se suicider ou tenter de se suicider. La thèse officielle du suicide est controversée. Irmgard Möller affirmera plus tard qu'il s'agissait d'assassinats.
Le 19 octobre, le corps de Hanns-Martin Schleyer, tué de plusieurs balles dans la tête, est retrouvé dans le coffre d'une voiture à Mulhouse, en France.

### Les années 1978-1982
Le 11 mai 1978, un commando composé de Brigitte Mohnhaupt, Sieglinde Hofmann, Rolf-Clemens Wagner et Peter-Jürgen Boock, est arrêté à Zagreb par la police yougoslave. Les autorités yougoslaves tenteront pendant plusieurs mois de négocier l'extradition de Brigitte Mohnhaupt contre la libération de plusieurs prisonniers yougoslaves, marché auquel la République fédérale d'Allemagne refusera de participer.
En novembre 1978, les autorités yougoslaves libèrent Brigitte Mohnhaupt, la laissant libre de partir pour le pays de son choix.
Brigitte Mohnhaupt devait à nouveau faire parler d'elle le 15 septembre 1981, en participant à un commando qui s'attaquait, à Heidelberg, à une limousine blindée transportant le général Frederick Kroesen, commandant en chef de la 7e armée américaine et un des plus hauts responsables de l'OTAN en Europe. Le commando de la RAF, baptisé « commando Gudrun Ensslin », avait attaqué le véhicule avec un lance-roquettes RPG-7, sans toutefois parvenir à tuer le général.
Le 11 novembre 1982, alors qu'elles se rendent à une cache d'armes de la RAF, dans une forêt proche de Francfort, Brigitte Mohnhaupt et Adelheid Schulz sont arrêtées par la police qui surveillait étroitement les lieux.

### La détention
Le 2 avril 1985, Brigitte Mohnhaupt est reconnue coupable de neuf meurtres intervenus durant l'année 1977 et condamnée, par un tribunal (l’Oberlandesgericht Stuttgart) à cinq peines de réclusion criminelle à perpétuité et une peine de 15 ans de réclusion criminelle. Les six peines sont confondues, le 16 juillet 1986, lors d'un nouveau jugement, en une seule peine de réclusion criminelle à perpétuité.
Le procès de 1985 avait également examiné le cas de Christian Klar, arrêté à Friedrichsruh, dans le Schleswig-Holstein, le 16 novembre 1982, soit cinq jours après Brigitte Mohnhaupt et Adelheid Schulz. Il avait pour sa part été condamné à six peines de réclusion criminelle à perpétuité et une peine de quinze ans de réclusion criminelle.

### Vers la libération
Le 15 mars 2006, le tribunal qui avait initialement condamné Brigitte Mohnhaupt décide que la durée minimale de détention de la condamnée ne peut être inférieure à vingt-quatre années de prison. Brigitte Mohnhaupt ayant été condamnée en 1985, elle ne peut normalement pas être libérée avant 2009.
Le 12 février 2007, la même cour annonce la libération anticipée de la détenue pour le 27 mars, ce qui déclenche une certaine émotion en Allemagne.
L'un des fils d'Hans Martin Schleyer, Dirk Schleyer, avait estimé, le jour même, que la perspective de cette libération anticipée était « injustifiable », tandis que son frère, Jörg, déplorait qu'aucun des terroristes impliqués n'ait jusqu'ici exprimé publiquement de regrets pour les meurtres commis à l'époque et que la veuve du « patron des patrons allemands » se déclarait de son côté « épouvantée ».
Une autre proche d'une des victimes s'est par contre exprimée dans un autre registre. Corinna Ponto, aujourd'hui âgée de 49 ans, fille de Jürgen Ponto, s'est ainsi exprimée devant un journaliste du journal britannique The Sunday Telegraph, daté du 25 mars, alors que la libération de Brigitte Mohnhaupt n'était pas encore effective, pour demander aux meurtriers de son père de reconnaître clairement que le terrorisme était une erreur, et d'avoir « le courage et la décence » de s'expliquer sur le contexte de la vague de terrorisme des années 1970, mais aussi de révéler qui, à l'époque, assurait la logistique financière et donnait réellement les ordres, au-dessus des chefs de la RAF.
Un syndicat allemand de policiers, la Gewerkschaft der Polizei (GdP), a également exprimé une certaine amertume à l'annonce de la libération prochaine de Brigitte Mohnhaupt : son président, Konrad Freiberg, a tenu à rappeler que la prisonnière aurait été mise en cause dans les meurtres de neuf policiers allemands et d'un policier néerlandais.
La libération de Brigitte Mohnhaupt est toutefois conditionnelle : le jugement du 12 février, qui considère que la prisonnière ne présente plus de danger, accorde cette liberté conditionnelle pour une durée de cinq années, au cours de laquelle l'ancienne détenue sera astreinte à un contrôle judiciaire très strict et devra rendre des comptes à un officier de probation.
On apprend, à l'occasion de l'audience du 12 février, que la prisonnière avait eu l'occasion à neuf reprises, au cours des mois précédant sa libération effective, de faire des sorties sous bonne garde hors de sa prison, pour voir le monde extérieur.
Après la libération de Brigitte Mohnhaupt, le seul prisonnier de la Fraction armée rouge des années 1970 reste Christian Klar, qui a déposé une demande de grâce auprès du président fédéral Horst Köhler. Il est finalement libéré le 19 décembre 2008, après 26 ans d'emprisonnement.
Les dernières prisonnières ayant appartenu à la Fraction armée rouge, ont fait partie de ce qu'on a appelé la « troisième génération », active à partir du milieu des années 1980 :
- Eva Haule, âgée de 54 ans, entrée dans la RAF en 1984, arrêtée en 1986 et condamnée en 1988 à 15 ans de réclusion criminelle. Elle n'avait pas été libérée en 2001, en raison de la découverte de nouvelles charges à son encontre. Elle est libérée en août 2007[4].
- Birgit Hogefeld, âgée de 52 ans, elle aussi intégrée dans le groupe en 1984, mais arrêtée beaucoup plus tard, en 1993. Elle est condamnée, en 1996, à trois peines de réclusion criminelle à perpétuité, assorties d'une période de sûreté incompressible de quinze années. Elle fut libérée en 2011[5].